# Municipio de Zinacantepec
El municipio de Zinacantepec es uno de los 125 municipios del Estado de México, en México. Es parte de la zona metropolitana del Valle de Toluca. Según el censo de 2020 su población ronda los 203 872 habitantes.
Fue declarado «Pueblo con Encanto» por el Gobierno del Estado de México, el 9 de octubre de 2015.

## Historia

### Época prehispánica
Los historiadores describen a los matlatzincas como "hombres de la red" y a los otomíes como "cazadores de pájaros"; también de la cultura otomí desciende la mazahua. Otomíes y matlatzincas que formaban parte de las tribus nahuas, una porción de ellas se estableció en el extenso y elevado altiplano, entre los ríos y lagos y en las faldas del Xinantécatl. 

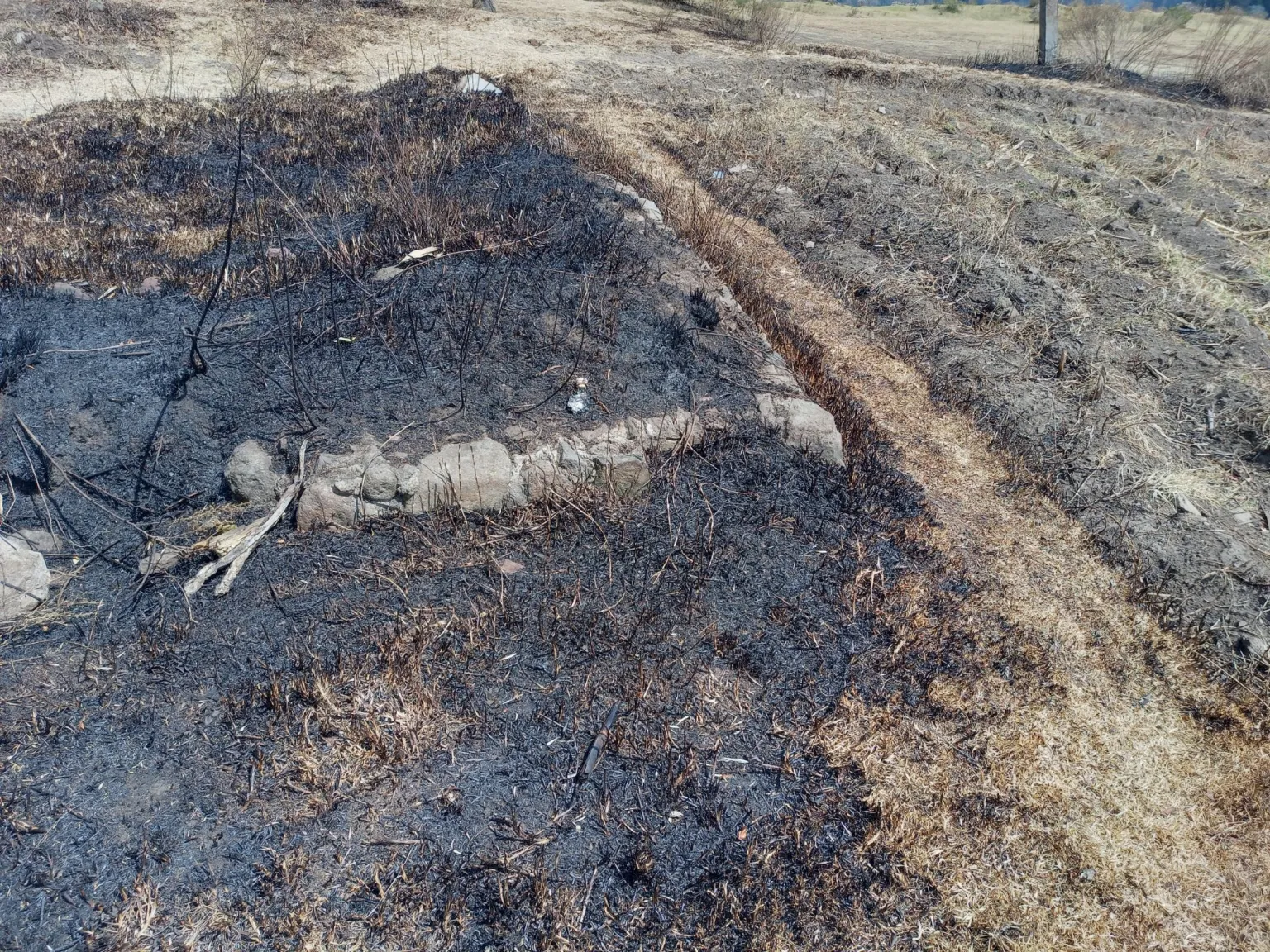
restos del basamento piramidal en el cerro del Murciélago

La zona de asentamiento de la ciudad prehispánica de Zinacantepec se encuentra en la cumbre del cerro del Murciélago, ejido de San Francisco Tlalcilalcalpan, municipio de Almoloya de Juárez. Lo que hoy se puede apreciar es el núcleo de un basamento piramidal, los restos del acceso o escalinata dan al norponiente. De acuerdo a la histografía, Zinacantepec fue conquistada y destruida por el gobernante mexica Axayacatl, alrededor de 1471-73, y la población matlatlzinca migró hacia la zona de Michoacán, lo que hoy es Charo Matlatlzinco. Axayácatl consolidó el imperio mexica y Zinacantepec quedó bajo la jurisdicción de Tlacopan o Tacuba y dentro de la división tributaria quedó incorporado a la provincia de Cuahuacan. El territorio fue repoblado por otomíes y administradores de origen náhuatl. El complejo de la ciudad prehispánica según las evidencias revisadas y analizadas, cuenta con un basamento piramidal, una plazoleta, una área administrativa y una posible necrópolis ubicada en la ladera del Camino Real de Zinacantepec a Temascaltepec del Valle (ahora Valle de Bravo). 

### Dominación española
Durante la conquista, Hernán Cortés llega a México y aprehende a Moctezuma y Xocoyotzin en el templo Mayor, al enterarse los otomíes de Otzolotepec, Xonacatlán, Ziquipilco, Mimiapan y Ocoyoacán, enviaron sus caciques ante Cortés para denunciar que los matlatzincas se aliaban contra el conquistador.
Gonzalo de Sandoval, soldado de confianza de Cortés, con un ejército de 18 hombres a caballo y 100 de a pie, se dirigió al valle Matlatzinco para conquistarlo, los otomíes, en número de 60 mil se unieron a los españoles y conquistaron la ciudad Matlatzinca; este mismo ejército conquistó Tecaxic, Calixtlahuaca, Tlacotepec, Zinacantepec y pueblos circunvecinos.
Los moradores de Toluca, incluyendo Zinacantepec, fueron vencidos por Gonzalo de Sandoval, se convirtieron en aliados y súbditos de los españoles, así la parte oriental y central de Toluca, se la adjudicó Hernán Cortés, una gran extensión de la parte sur del Valle de Metepec como cabecera, se le mercedó al licenciado Juan Gutiérrez Altamirano primo hermano de Hernán Cortés y cabeza del que sería en años posteriores Condado de Santiago de Calimaya. 

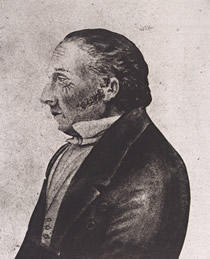
Juan de Sámano, fundador de la hacienda de La Gavia

La parte poniente del valle de Toluca, con San Miguel Zinacantepec como cabecera, se le dio la encomienda a Juan de Sámano, hijo de Juan de Sámano, secretario particular de Carlos I de España; la influencia de este personaje, nuevo conquistador y poblador, era muy grande y logró ser nombrado alguacil mayor del Ayuntamiento de México y sus hijos varones, recibieron mercedes de tierras en el valle de Toluca.  Los Sámano, además de encomendaderos de Zinacantepec, fueron fundadores de la Hacienda de la Gavia, que en época del porfiriato llegó a tener una superficie de 67,000 hectáreas de terreno. 

### SigloXIX
En octubre de 1810, los habitantes del valle de Toluca y Zinacantepec estaban alarmados al saber que el 29 del mismo mes llegaría por esta región el Padre de la Patria, don Miguel Hidalgo y Costilla y que el ejército conservador, encabezado por Iturbide y Torcuato Trujillo lo esperaban en las cercanías de Toluca y que en cualquier momento se podía desatar una guerra general.
Por tal motivo, un buen contingente de Zinacantepec se alistó para unirse al padre Hidalgo en el movimiento de libertad; y fue hasta el día siguiente en la famosa Guerra del Monte de las Cruces donde tuvo gloriosa participación del grupo guerrillero.
En este municipio, operó Ignacio López Rayón y Vicente Filosola, ambos derrotaron al ejército realista en la hacienda de la Huertas que hoy se yergue cual testigo mudo del pasado insurgente.
Consumada la Independencia de nuestra patria en 1821 y erigido constitucionalmente el Estado de México en 1824, siendo el primer gobernador don Melchor Múzquiz; la erección de Zinacantepec, como municipio, fue el primero de enero de 1826, según consta en la memoria municipal del Gobierno del Estado de México.

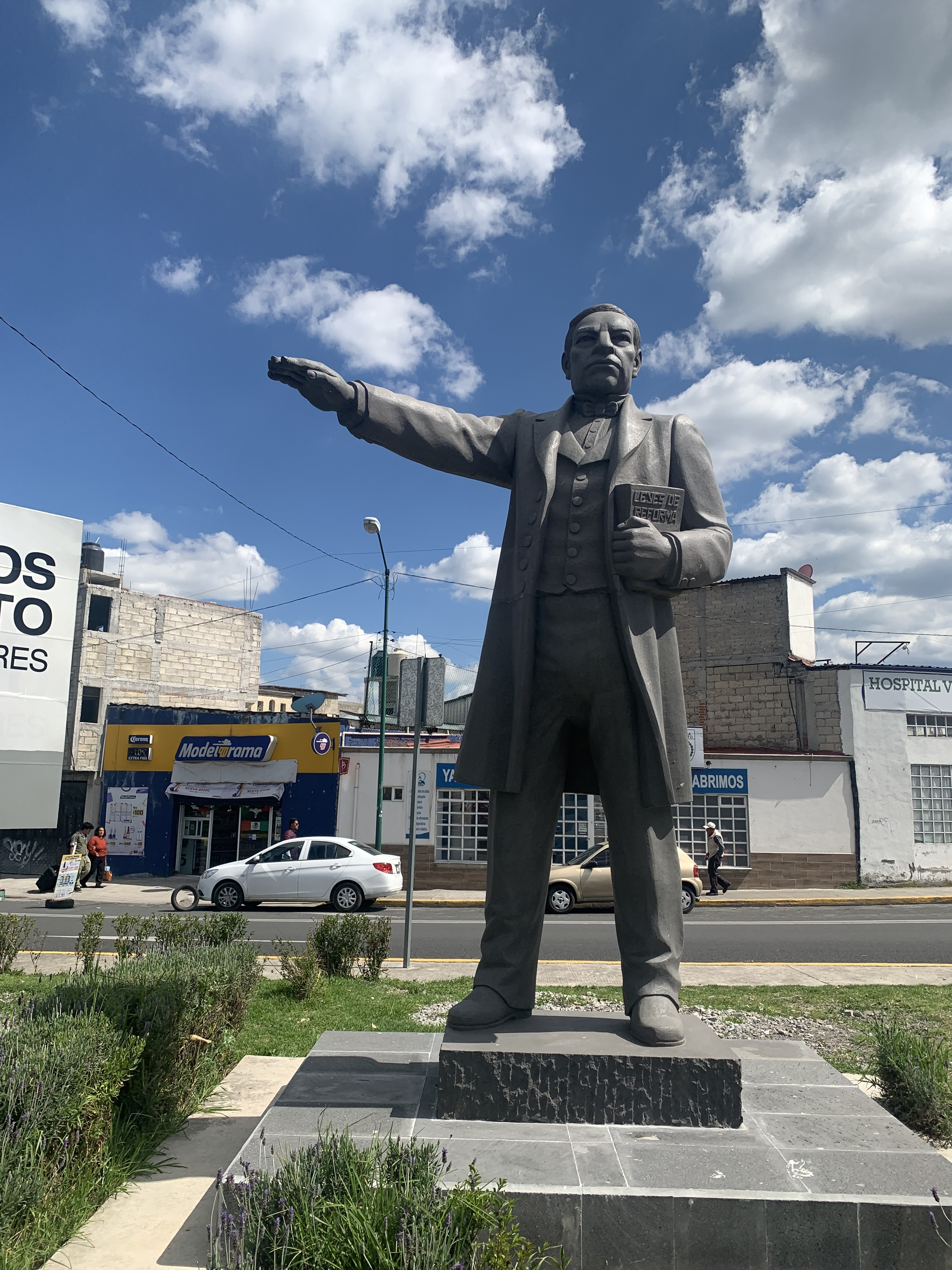
Estatua de Benito Juárez en Zinacantepec

Durante la época de la Reforma, el vandalismo se desató al ser tomada la ciudad de Toluca por Plutarco González, en 1856, también es arrasado Zinacantepec por Marcelino Cabos; al año siguiente, el Jefe militar de Toluca, Felipe Berriózabal, acabó con el crimen.
El doctor Eduardo Ruíz, autor de la intervención en Michoacán; refiere que el cura González de Zinacantepec, se presentó al general Régules, para ofrecer sus servicios contra la intervención. 

### Leyendas
Según la tradición oral, uno de los relatos más fascinantes es la historia del cerro del Murciélago. Este lugar sagrado ha sido durante siglos objeto de culto por las comunidades indígenas locales. La leyenda cuenta que en este cerro habita un enorme murciélago que protege a todos los habitantes de Zinacantepec.
La figura del murciélago es tan importante para los pobladores locales, que incluso existe un mito sobre cómo esta criatura llegó a ser considerada como un protector divino. Según la leyenda, hubo una época en la cual Zinacantepec enfrentó severas sequías y hambrunas. Fue entonces cuando apareció el enorme murciélago y trajo consigo las lluvias necesarias para revivir las tierras áridas. 

#### Leyenda del cerro del Murciélago
Una leyenda muy popular cuenta sobre un cerro místico poblado por murciélagos que protegen las tierras de Zinacantepec. Según la tradición oral, estos animales son espíritus protectores que cuidan a la comunidad y aseguran las buenas cosechas.
La leyenda dice que durante la época prehispánica, esta región era habitada por tribus indígenas que veneraban a los animales sagrados. Entre estos animales se encontraban los murciélagos, criaturas nocturnas que simbolizan la muerte y la renovación.

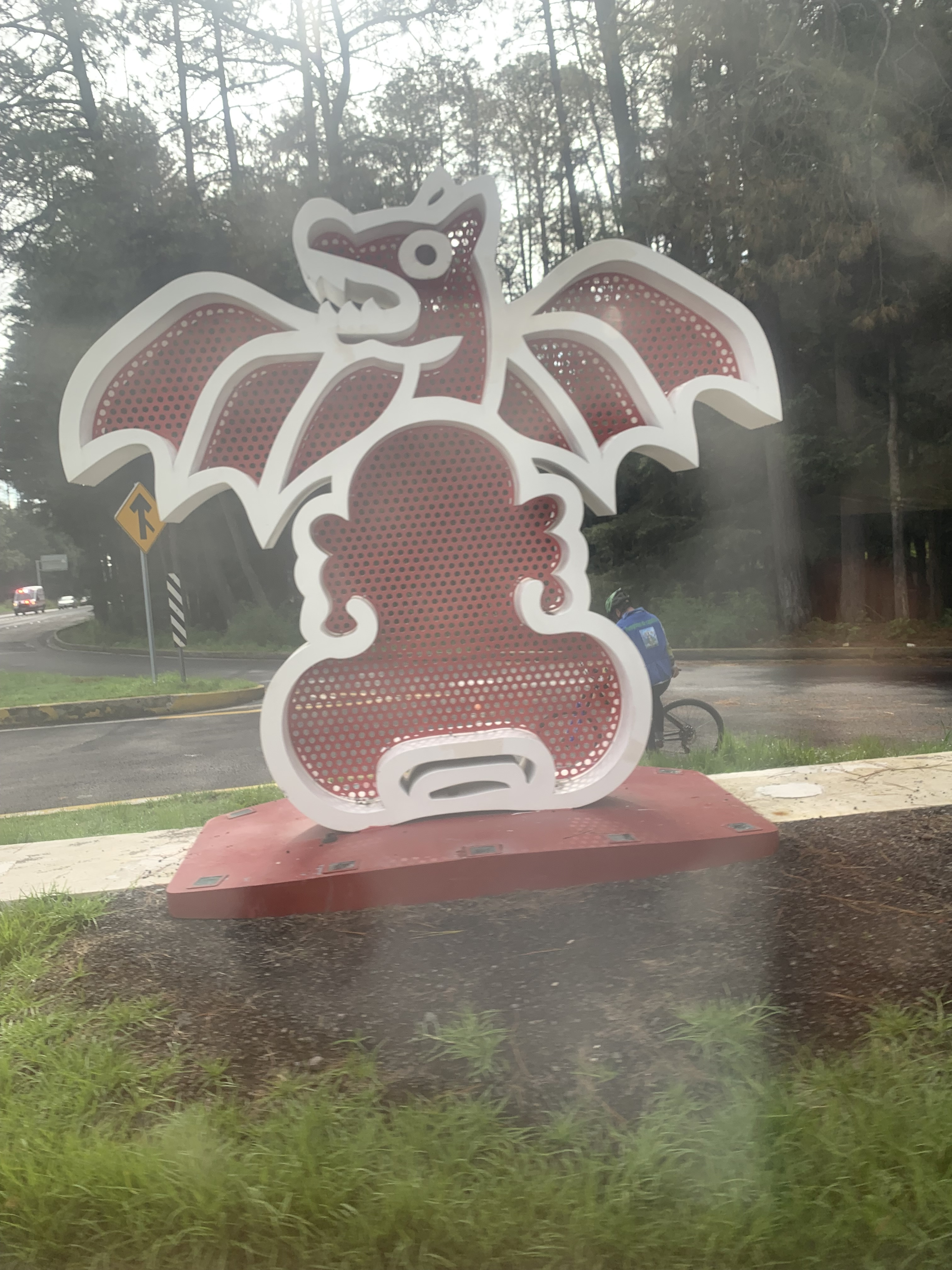
Glifo de Zinacantepec en la bifurcación de Dos Caminos

Asegura la leyenda que cada noche, miles de murciélagos salían del cerro para alimentarse. Esto generaba un espectáculo natural impresionante que inspiró a las personas a nombrar al lugar como Zinacantepec.
Existen diversas interpretaciones sobre lo que representa este fenómeno para las culturas ancestrales. Algunos creen que los murciélagos representaban a las almas de sus antepasados volviendo al mundo terrenal cada noche. Otros piensan que eran considerados mensajeros divinos o espíritus protectores.
No hay ninguna fuente escrita antigua directa sobre esta historia; sin embargo, es una interesante tradición oral mantenida por los pobladores locales y forma parte del acervo cultural e histórico mexicano.
Otra vertiente narra que había un príncipe llamado Tecpancaltzin quien al enamorarse de Xochitl —una mujer hermosa pero humilde— desató la ira y celos de otros nobles incitando conflictos sangrientos entre ellos. Para evitar más muertes Xochitl decidió transformar a todos los hombres en criaturas voladoras nocturnas: los murciélagos  (Zina´can´tli en náhuatl), hecho que terminó dando nombre a esta región. 

#### Mitología Matlatzinca
Los dioses originales de Zinacantepec
Los antiguos habitantes matlatzincas adoraron a numerosas deidades relacionadas con la naturaleza y los fenómenos celestes. Una figura sobresaliente es Tláloc, dios del agua, quien se dice tuvo su morada en uno de los picachos más altos del Monte Xinantécatl.

#### Leyendas Coloniales: Apariciones y Milagros
Con la llegada del período colonial español se mezclaron las creencias indígenas con el cristianismo católico dando origen a nuevas historias llenas de misterio y fe, como la aparición de la Virgen de las Lágrimas, que se dice lloró por los sufrimientos de los indígenas durante la conquista. 

#### otras leyendas

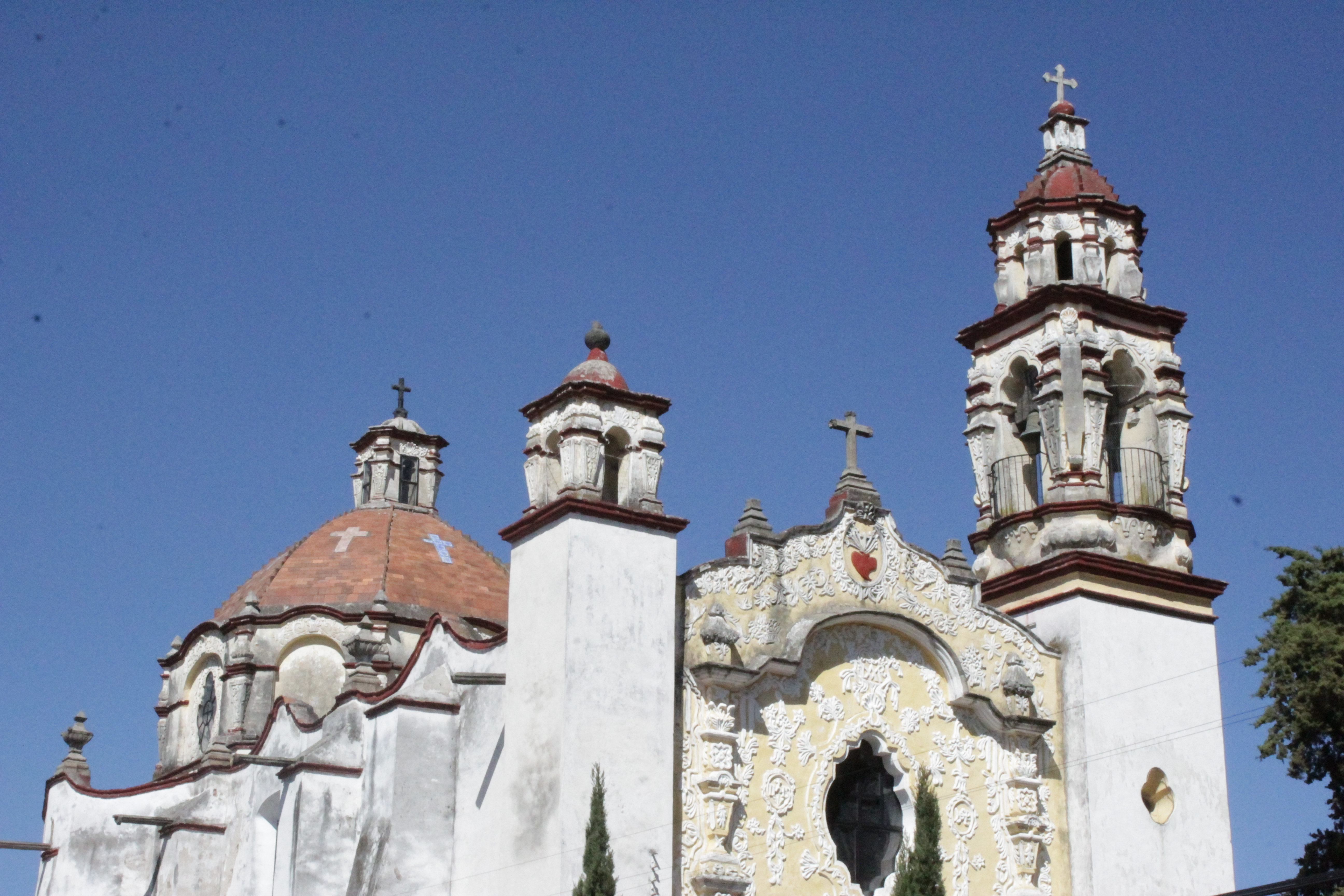
santuario de la virgen del rayo, en el centro de zinacantepec

1. La Virgen del Rayo: Se dice que durante una tormenta eléctrica, un rayo cayó sobre la iglesia y al entrar por una ventana impactó el altar mayor donde se encontraba la figura de la virgen sin causarle daño alguno. Por esta razón se le dio el nombre a Nuestra Señora como “La Virgen del Rayo”. 
2. El Tesoro Escondido: De acuerdo a la leyenda, existe un gran tesoro oculto en las faldas del Nevado de Toluca o Xinantécatl protegido por espíritus malignos o seres sobrenaturales quienes lo defienden con ferocidad.
3. El Lago Salado es otra fuente importante de historias místicas. Se dice que este lago posee propiedades curativas únicas gracias a la Diosa Tláloc quien lo bendijo tras ser salvada por habitantes locales.
4. Los Paredones. En estas antiguas estructuras se cree residía Quetzalcóatl antes de partir hacia Mictlán (el inframundo) dejando atrás profecías talladas en las paredes que muchos creen anuncian el futuro del pueblo. 

## Geografía

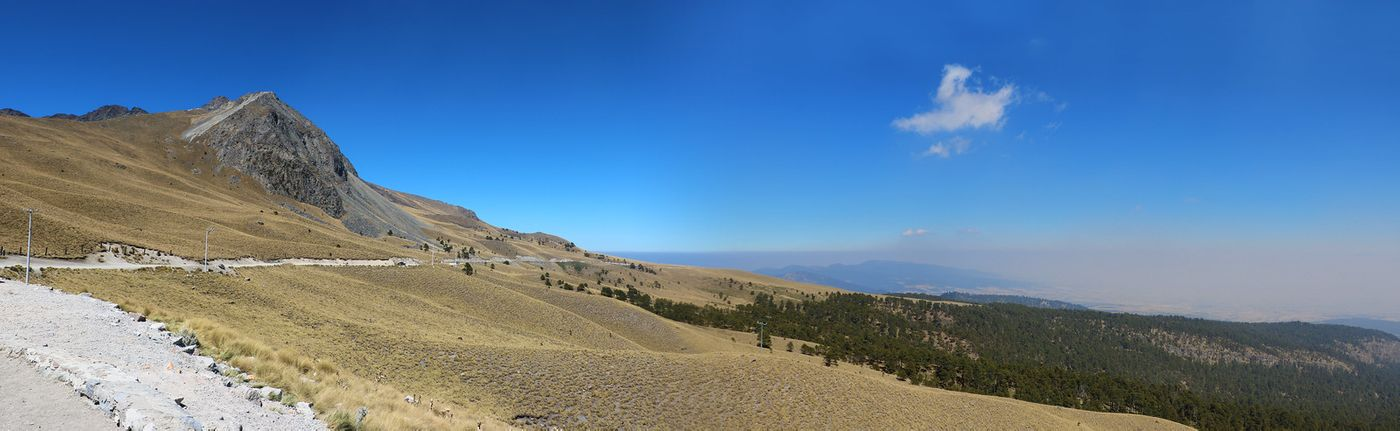
Vista panorámica desde el Nevado de Toluca hacia el Valle de Toluca

El Municipio de Zinacantepec se localiza en la porción central del Estado de México, en la Región XIII Toluca integrada por 12 Municipios. Está situado en la porción occidental del Valle de Toluca, su territorio se ubica al interior de las coordenadas extremas 99°41′47″ y 99°54′15″ de longitud oeste; y los 19°3′52″ y 19º19'56de latitud norte, en tanto que la cabecera municipal se ubica a los 19°17′00″ de latitud norte y a los 99°44′00″ de longitud oeste del meridiano de Greenwich. Limita al norte con Almoloya de Juárez; al sur con Coatepec Harinas y Tenango del Valle; al este con Toluca; y al oeste con Temascaltepec y Amanalco. Posee una superficie de 308.68 kilómetros cuadrados. 

## Política

### Autoridades Auxiliares
Delegados, subdelegados, jefes de sector y jefes de manzana.
Nombramiento: Los delegados y subdelegados son propuestos por los miembros del ayuntamiento y se eligen por votación del cabildo, por un período de tres años. Los jefes de manzana y sector, son elegidos conforme a puntos específicos en los reglamentos respectivos.
Número: 30 delegados y 7 subdelegaciones.
Funciones: Delegados y subdelegados, acreditar y eficientar la administración y los servicios municipales en forma coordinada con la estructura municipal; vigilar el orden público dentro de su demarcación territorial y aplicar sanciones a infractores de los reglamentos municipales.

### Regionalización política
El municipio pertenece al III distrito electoral federal y al XLV local ambos con sede en Toluca.

### Reglamentación municipal
Bando de Policía y Buen Gobierno. 
enlace bando 2025 https://www.zinacantepec.gob.mx/MejoraRegulatoria/Archivos/BANDOMUNICIPAL2025.pdf

## Clima
Predomina el clima templado subhúmedo, con fríos húmedos en las laderas a pie del Xinantécatl, con temperaturas en el verano de 25 °C y en invierno hasta −5 °C. Los meses de diciembre, enero, febrero, marzo y abril son la estación más seca.
La temperatura media anual oscila entre los 12 °C. Las precipitaciones se presentan en los meses de mayo a octubre.

## Toponimia
El nombre de Zinacantepec es de origen náhuatl se compone de tzinacan, que significa murciélago y tépetl, cerro, así que significa en el cerro o junto al cerro de los murciélagos. En la matrícula de tributos del Códice Mendocino está representado por el jeroglífico de un cerro con un murciélago en su cima.

## Economía
En 2015, 45,5% de la población se encontraba en situación de pobreza moderada y 7,77% en situación de pobreza extrema. La población vulnerable por carencias sociales alcanzó un 18,9%, mientras que la población vulnerable por ingresos fue de 10,2%.
En 2015, 2,51% de la población en Zinacantepec no tenía acceso a sistemas de alcantarillado, 3,47 % no contaba con red de suministro de agua, 3,33 % no tenía baño y 0,38 % no poseía energía eléctrica. 

### Sectores
Según datos del censo económico de 2019, los sectores económicos que concentraron más unidades económicas en Zinacantepec fueron Comercio al por menor (3577 unidades), otros servicios excepto actividades gubernamentales (932 unidades) e industrias manufactureras (735 unidades). 

## Demografía
La mayor parte de la población vive en la cabecera municipal o a lo largo de la avenida Adolfo López Mateos que conecta con el centro de la ciudad de Toluca.
En Zinacantepec se asientan mayoritariamente migrantes procedentes de regiones del sur del estado y de otros estados como Guerrero y Michoacán. El municipio de Zinacantepec registra un total de 786 personas hablantes de lengua indígena, primordialmente de la lengua otomí; las cuales se asientan principalmente en la localidad de Santa María del Monte (barrio México y barrio Cóporo) y en menor número en las localidades de San Antonio Acahualco y San Cristóbal Tecolit. La población que habita en el resto de las comunidades rurales del municipio, conserva y preserva gran parte de las manifestaciones culturales de la etnia otomí, como son la música, la danza y la gastronomía.
Hasta el 2020, el 90.6% de la población profesa la religión católica, 4.4% son protestantes o evangélicos. 
| Evolución demográfica del municipio de Zinacantepec |         |         |         |
| 2000                                                | 2005    | 2010    | 2020    |
| 121,850                                             | 136,167 | 167,759 | 203,872 |

### Principales Localidades

Principales localidades del municipio de Zinacantepec.

- Raíces (Zinacantepec): tiene el honor de ser la localidad situada a mayor altitud en México (3,231 m s. n. m.) [9]
- San Miguel Zinacantepec: Es la cabecera municipal; sus principales actividades económicas son la agricultura y el comercio, el número de habitantes es de 83,197 y se encuentra a siete kilómetros de la capital del estado.
- San Antonio Acahualco: Su actividad principal es la agricultura, y el comercio; su distancia aproximada a la cabecera municipal es de tres kilómetros.
- Santa María del Monte:[10] Es un pueblo que se ubica en el municipio de Zinacantepec. Su población aproximada, para el año 2010 (Último censo de población y vivienda INEGI 2010) era de 26555 habitantes. Cuenta con dos fiestas patronales en honor a Santa María Magdalena. Estas ferias se realizan en los meses de enero y julio, los días veintidós de los meses citados. Además cabe destacar que Santa María del Monte es la comunidad más grande tanto en población y territorio, de las localidades que conforman al Municipio de Zinacantepec. Su actividad es la cría de aves de corral, ganadería y la agricultura.
- Santa Cruz Cuauhtenco: Sus principales cultivos maíz, además crían aves de corral.
- San Matías Transfiguración: Sus principales cultivos son maíz, avena, trigo, alfalfa, el maguey para pulque, papa, cuidado de árboles frutales de manzana, higos, la nuez de nogal, pera, ciruelos, calabazas, chilacayotes, variedad de quelites y hortalizas.
- San Cristóbal Tecolit: Sus principales cultivos son maíz y cebada.
- San Luis Mextepec: En los últimos años, se ha dedicado al comercio de mariscos, acosiles, no abandonando la actividad agrícola.
- San Juan de las Huertas: Población eminentemente agrícola, (maíz, haba, papa, cebada, chícharo), siguiendo la minería.
- Ojo de Agua: Clave de Localidad 0039, Latitud:18°55′17″ N, Longitud:100°15′3″ O, y Altitud:1183

| Principales Localidades              | Población 2020 |
| Total Municipio                      | 203,872        |
| San Miguel Zinacantepec              | 32,738         |
| San Luis Mextepec                    | 29,788         |
| San Antonio Acahualco                | 17,709         |
| San Juan de las Huertas              | 14,230         |
| San Cristóbal Tecolit                | 12,404         |
| Conjunto Urbano la Loma I            | 9,200          |
| Pueblo de San Matías Transfiguración | 9,100          |
| Santa Cruz Cuauhtenco                | 8,875          |
| Barrio de México                     | 8,269          |
| Ejido de San Lorenzo Cuauhtenco      | 7,859          |
| El Cóporo                            | 7,518          |
| La Joya                              | 5,289          |
| Santa María del Monte                | 4,320          |
| Tejalpa                              | 3,610          |
| Colonia Morelos                      | 3,100          |
| Ojo de Agua                          | 2,634          |
| San Bartolo el Viejo                 | 2,588          |
| San Bartolo El Llano                 | 2,493          |
| San Pedro Tejalpa                    | 2,484          |

## Cultural

### Colegio Mexiquense
El Colegio Mexiquense, A. C., es una institución dedicada a la investigación y la docencia de posgrado en Ciencias Sociales y Humanidades. que se constituyó el 1 de octubre de 1986. Sus asociados permanentes son el Gobierno del Estado de México, El Colegio de México, la Secretaría de Educación Pública, la Universidad Autónoma del Estado de México y los ayuntamientos de Toluca y Zinacantepec, además de dos asociados temporal.
El mural El color del origen, del artista mexiquense Leopoldo Flores se despliega en el Aula Mayor Ignacio Pichardo Pagaza, recinto en que se realizan las principales actividades académicas, en particular, los exámenes de grado. El Aula es también uno de los principales símbolos del Colegio.
La institución se ha distinguido por un trabajo constante centrado en la investigación y la docencia gracias a sus investigadores y sus programas de posgrado las maestrías en Ciencias Sociales e Historia y el doctorado en Ciencias Sociales. En la generación del conocimiento se incluyen disciplinas y áreas del conocimiento como la historia, tanto antigua como contemporánea, la arqueología, la etnohistoria, la geografía, los estudios territoriales, los estudios ambientales, los estudios de género, la antropología, la sociología, la economía, la administración pública y la ciencia política, entre otras.

### Bibliotecas
- Prof. Carlos Hank González[12]
- Gabriel García Márquez[13]
- Juan Rulfo Vizcaíno[14]
- Pastor Velázquez Hernández[15]
- Mtro. Arturo Hernández Arzate[16]
- Mario Colín Sánchez[17]
- Prof. Moisés Pérez Alvirde[18]
- Ing. Vicente Vallejo Cenecorta[19]
- Biblioteca del Museo Virreinal[20]

### Casas y centros culturales
- Casa de Cultura Matilde Zúñiga[21]

### Auditorios
- Auditorio de la Casa de Cultura de Zinacantepec[22]
- Auditorio de Maestros[23]

### Museo Virreinal de San Miguel Zinacantepec

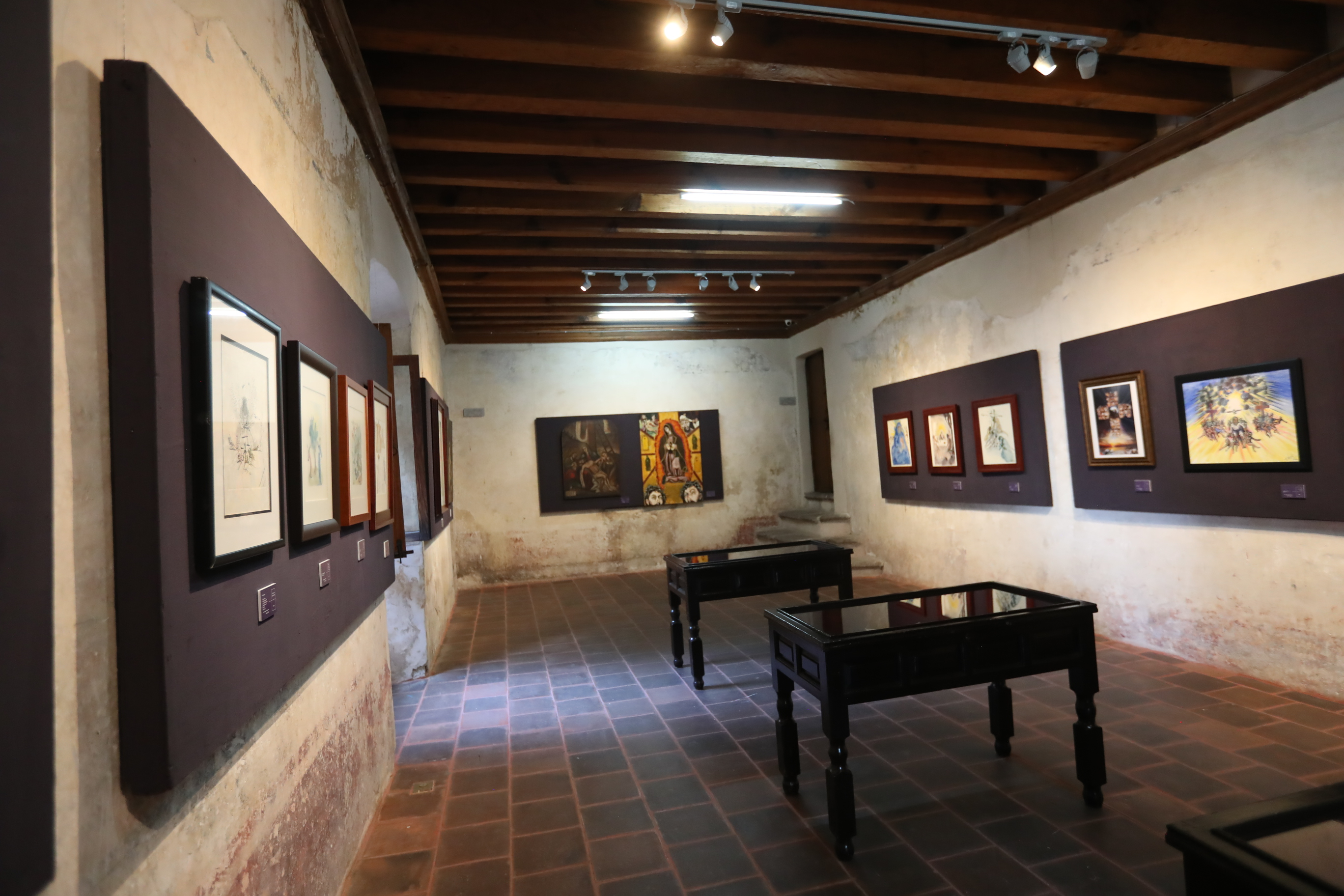
Museo de Virreinal en el Ex-convento de San Miguel Zinacantepec

En 1987 el gobierno del Estado de México, con apoyo del Fondo Nacional para Actividades Sociales (FONAPAS), inició la remodelación del convento franciscano (siglo XVI), siendo concluida en 1982, inaugurándose como “arte virreinal del valle de Toluca”, contando con la capilla abierta embelleciéndola con sus pinturas murales y frescos, resaltando la imagen de San Francisco de Asís y el árbol genealógico que brota de su corazón, los franciscanos aquí iniciaron la evangelización de los indígenas de la región. A un costado de la capilla abierta se encuentra la Pila Bautismal monolítica de 1581. 
En este lugar se encuentra el exconvento de la orden franciscana, establecido en la Nueva España en el siglo XVI, cuya construcción fue solicitada al virrey por el encomendero Juan de Sámano, quien estaba a cargo del gobierno de esta población. Al ser secularizado en 1754 el convento franciscano, se convierte en parroquia y al convertirse en museo, este resguarda el archivo de la parroquia entre los años 1602 a 1971.

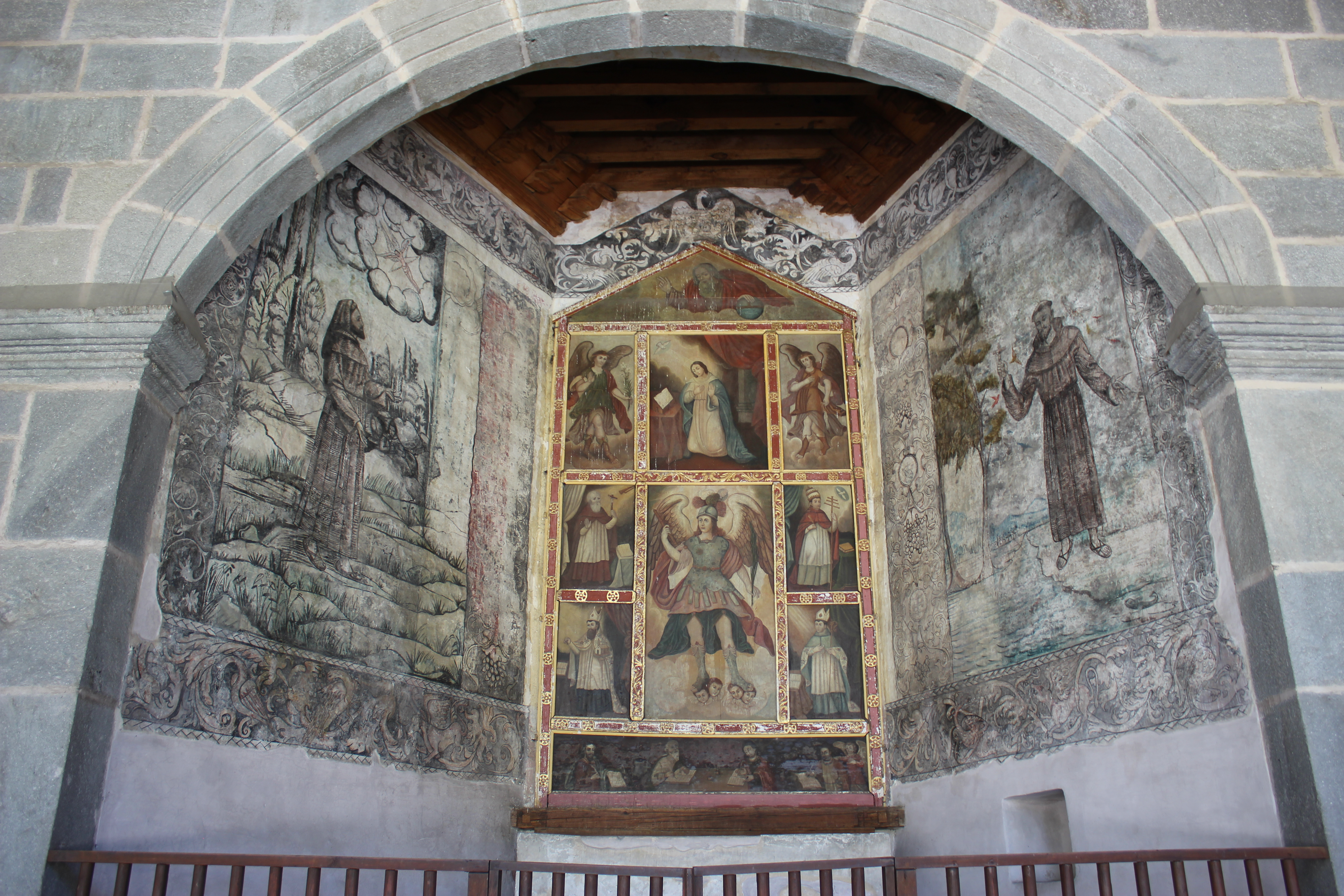
Retablo y frescos franciscanos de la capilla abierta

El museo Virreinal fue inaugurado el 5 de julio de 1980, por el entonces Presidente de México José López Portillo, con el objeto de difundir entre la población el ambiente y la vida conventual de los franciscanos durante la época virreinal, asimismo mostrar las características del arte religioso de los siglos XVI al XIX.
El museo cuenta con 18 salas, entre ellas el Bautisterio, en este espacio se encuentra la pila monolítica bautismal del siglo XVI y pone de manifiesto la mano de obra indígena y el arte tequitqui. La pila presenta en su borde superior un cordón franciscano, más abajo una leyenda en lengua náhuatl qué explica: esta pila fue hecha en el año de 1581.
Tiene cuatro medallones con temas bíblicos como La lucha del arcángel San Miguel con Luzbel y el Bautismo de Jesús.
La capilla abierta surge para contrarrestar la renuencia de los indígenas a celebrar sus cultos y ceremonias en interiores, los sacerdotes oficiaban las actividades religiosas en este sitio. El altar, consta de pinturas al fresco realizadas en el siglo XVI con imágenes de San Francisco de Asís. Las pinturas son de estilo renacentista. También se aprecia el retablo con representaciones de Dios Padre, el Arcángel Gabriel, la Anunciación de la Virgen, el Arcángel Rafael, San Jerónimo, el Arcángel Miguel, San Agustín, San Ambrosio y San Gregorio; además de los cuatro evangelistas: San Marcos, San Lucas, San Juan, San Mateo.

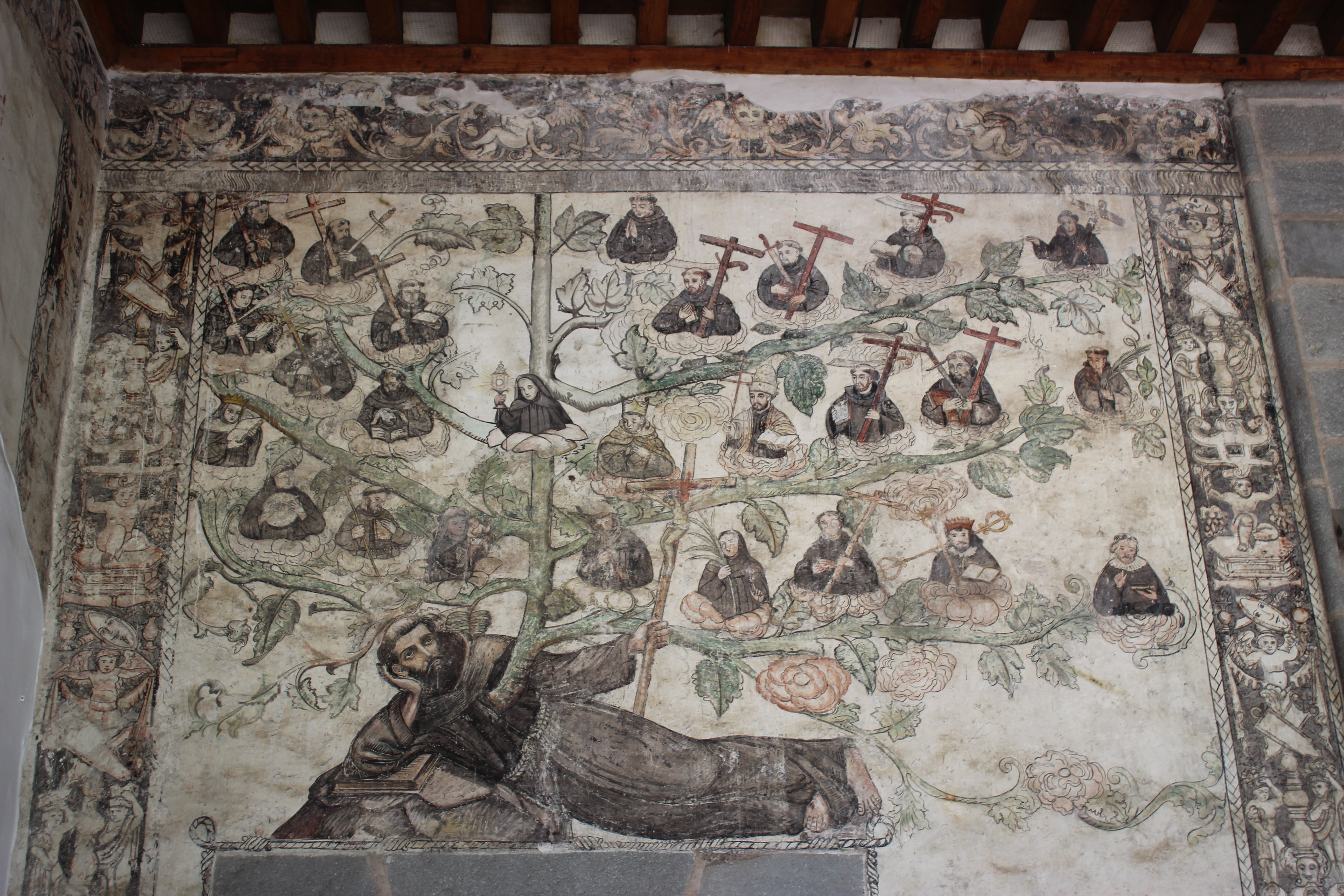
Árbol genealógico franciscano, en estilo de árbol de Jesé

Anteportería, en la parte superior, encontramos el fresco del árbol genealógico de San Francisco de Asís.
La portería, da acceso al claustro bajo y conserva frescos de estilo mudéjar.
En el anterrefectorio, se aprecia un lavabo empotrado, de piedra, donde se aseaban antes de tomar sus alimentos en el refectorio.
La cocina posee una chimenea de estilo medieval y junto a ella tenemos la alacena, donde guardaban semillas.
En el claustro alto se ubican celdas, dos de ellas eran para visitas importantes, pues son las más amplias, en ellas existen pinturas de los siglos XVI al XIX, casi todas ellas anónimas, excepto la pintura del artista Andrés de la Concha, en estos espacios también se conservan frescos del siglo XVI.
Sala de Virreyes, hay 60 óleos de los virreyes que gobernaron durante la época de la Nueva España, son copias de los originales que se encuentran en el Museo de Historia en Chapultepec.
La biblioteca resguarda 4,800 volúmenes, todos escritos en latín y español antiguo, sus temas son religiosos, algunos conservan sellos de diversas órdenes religiosas.

### Deportistas destacados

#### Gloria Zarza Guadarrama
Le dio a México su primer medalla de oro en los Juegos Paralímpicos de París 2024. La atleta, de 40 años de edad, se coronó en lanzamiento de bala F54, con una marca de 8,06 metros, por delante de la brasileña Elizabeth Rodrigues Gomes y la uzbeka Nurjon Kurbanova. 
“Fue muy emocionante, porque escuchar todos esos aplausos y ver a mucha gente ahí, fue algo bien importante, yo quería contener las lágrimas, pero no pude. Yo creo que llegué a lo más alto que quiere llegar un atleta y me quedo sin palabras porque realmente fue algo muy emotivo, porque yo había soñado por mucho tiempo el poder escuchar el himno nacional”, dijo Zarza a la Comisión de Cultura Física y Deporte (CONADE) de México tras festejar su victoria tocando la icónica campana de los campeones, instalada a un lado de la pista en el Stade de France. 
El presidente municipal, Manuel Vilchis Viveros, en compañía de otras personalidades del ayuntamiento recibieron con aplausos a la paratleta olímpica, a quien le entregaron un reconocimiento especial por haber ganado medalla de oro en los Juegos Paralímpicos de París 2024. Cabe mencionar que lanzadora de silla de ruedas ha entrenado desde hace 19 años con el entrenador Iván Rodríguez Luna. Por otro lado, la deportista  superó en París 2024 el registro que obtuvo en el campeonato Mundial de Kobe, Japón, 2024, en donde consiguió la presea dorada con 8.04 metros. Asimismo, ella cuenta con otros logros en su carrera deportiva como por ejemplo la plata conquistada en Tokio 2020, cuando alcanzó los 8.06 metros. 
Entre los atletas destacados del municipio se encuentra Germán Sánchez Cruz quien participó en la  Olimpiada de Atlanta en 1996, así como Gabino Apolonio Oro. 

### Aporte al cine nacional
1. “Llamas de Rebelión” (1919): Esta película se desarrolló en la Hacienda de San Pedro, propiedad de la familia Medina y sus alrededores en Zinacantepec. La trama estaba relacionada con la Revolución Mexicana, y se considera precursora del cine nacional.
2. “Aquí está Juan Colorado”: esta película también se filmó en Zinacantepec. Para muchos, esta cinta dejó una huella imborrable al ser rodada en la tierra donde crecieron. La nostalgia y el cariño por su lugar de origen hacen que esta película sea especial para quienes la recuerdan.

## Fiestas
En Zinacantepec se llevan a cabo tres fiestas patronales, una conocida como Fiesta Chica que comprende del 21 al 23 de mayo, en honor a la virgen de los Dolores o del Rayo, la segunda conocida como Fiesta Grande que tiene lugar del 28 de noviembre al 5 de diciembre, también en honor a la virgen de los dolores del rayo, en esta fecha se organiza un tradicional desfile en el que una comitiva recoge a todas las vírgenes que estuvieron en las casas del pueblo pidiendo posada, este tradicional recorrido comienza por la tarde y recorre las principales calles del municipio. Acompañados por bandas de música y pirotecnia, los mayordomos terminan su mandato recogiendo a cada una de las vírgenes y regresándolas a la iglesia para la conmemoración de la misa. Y la tercera conocida como Fiesta Patronal Parroquial en honor al santo patrono de la villa de Zinacantepec: San Miguel Arcángel que se celebra del 28 al 30 de septiembre.
En las fiestas regionales los habitantes escuchan música de viento o de banda. La expresión musical está integrada por grupos norteños, bandas, tríos rondallas, estudiantinas y otros.
El 1 de noviembre es ya una tradición el concurso de disfraces de Día de Muertos, realizando un recorrido por las calles y avenidas al panteón municipal, bailes, una parada frente al panteón para conmemorar a los difuntos y finalizando en la iglesia de la Vera Cruz, que se encuentra a una cuadra de este.

### Feria del Taco

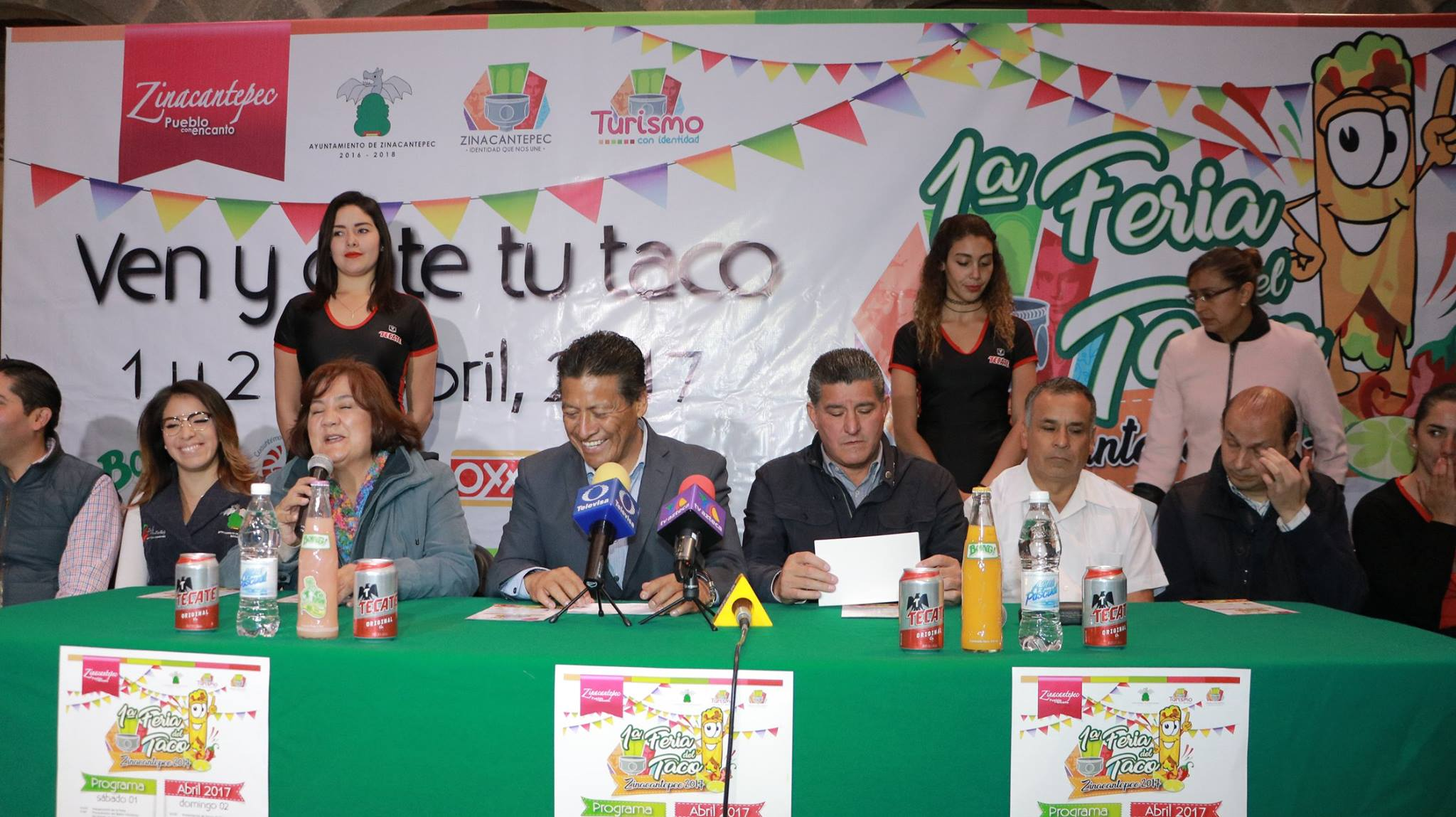
Anuncio de la primera feria del taco

A fin de incentivar el turismo, la festividad es organizada por primera vez en este municipio, reconocido como Pueblo con Encanto, en 2017; para preservar su riqueza natural, histórica, autenticidad y carácter pintoresco. Se realiza durante un sábado y domingo de marzo, donde se pueden degustar tacos de diversos estilos de res, cerdo, pollo y mariscos, además de juegos mecánicos, postres y bebidas alcohólicas en un ambiente festivo en la plaza Constitución. En la calle Benito Juárez, frente a la plaza Cívica el Nuevo Corazón de Zinacantepec, se instalarán artesanos de la localidad para ofrecer sus productos al público, en donde artistas de diferentes comunidades de Zinacantepec y de los municipios de Lerma, Temascaltepec, Toluca, Metepec, Jiquipilco y Amanalco participan con la exposición y venta de diversas ramas artesanales como: pan artesanal, repujado, herrería artística, tallado de madera, dulces típicos, dulces cristalizados, bordados, licores, hoja de maíz, joyería, cantera, barro, tapetes, lana, rebozos y palma.  
| Año  | Fechas                                | Grupo Principal                       | Concursos |
| ---- | ------------------------------------- | ------------------------------------- | --- |
| 2017 | 1-2 de abril                          | Sonora Dinamita                       | “Tacozinando”, certamen en donde equipos conformados por alumnos de Universidades de Gastronomía participan elaborando totalmente en vivo los mejores tacos de la región. |
| 2018 | 17-18 de marzo                        |                                       | |
| 2019 | 30-31 de marzo                        | Escuadrón Norteño Banda               | |
| 2020 | Cancelada por pandemia de la COVID-19 | Cancelada por pandemia de la COVID-19 | Cancelada por pandemia de la COVID-19 |

| Año  | Fechas                                | Grupo Principal                        |
| ---- | ------------------------------------- | -------------------------------------- |
| 2021 | Cancelada por pandemia de la COVID-19 | Cancelada por pandemia de la COVID-19  |
| 2022 | 23-24 de abril                        | Banda Bukanera                         |
| 2023 | 25-26 de marzo                        | El Recodo                              |
| 2024 | 23-24 de marzo                        | La Adictiva                            |
| 2025 | 28-30 de marzo                        | María José (sábado) y Bronco (domingo) |

## Relaciones culturales

### Hermanamientos[28]
La ciudad de Zinacantepec tiene relaciones de Hermanamiento con cuatro ciudades alrededor de México:
- Almoloya de Juárez, México (2001)[29]
- Lerma de Villada, México (2016)[30]
- Puerto Morelos, México (2018)[31]
- Toluca, México (2018)[32]
- Rayón, México (2024)[33]

### Convenios
- Lerma de Villada, México (2022)[34]
- Ixtlahuaca, México (2022)[34]